# Специјални рат
Специјални (неконвенционални) рат (енгл. Special warfare)  је скуп организованих и координираних политичких, економских, психолошко-пропагандних , обавештајно-субверзивних и војних акција, које једна или више држава предузимају против друге земље (групе држава), устаничких или револуционарних покрета ради наметања хегемоније, мешања у постојеће политичке, економске и друштвене односе, остварења одређених политичких циљева и интереса. То је средство имеријалистичке и агресивне политике и ратне доктрине. Атрибут рат употребљава се у условном значењу, јер основна карактеристика специјалног рата није оружана борба, већ примена других средстава.

## Врсте специјалног рата
У политичкој пракси и међународним односима, специајални рат је постао доминантан после Другог светског рата. У литератури се обично разматрају три основна облика специјалног ратовања: психолошки рат, неконвенционални рат и противгерилска дејства.
- Психолошки рат (енгл. Psychological warfare) има за циљ унутрашње разарање моралне и политичке кохезије противника, стварање и подстицање незадовољства, уношење немира међу грађане ширењем вести о економској, социјалној и политичкој нестабилности, харангирање против руководећих личности, итд. У извођењу ове врсте операција користе се достигнућа психологије и социологије у остваривању агресивних циљева.[1]
- Неконвенционално ратовање (енгл. Unconventional warfare), према званичном упутству армије САД из 1969 (енгл. Special Forces Operations U.S. Army Doctrine), обухвата три врсте активности: субверзивну делатност, герилска дејства на туђим територијама и акције прикривања и пребегавања. За ове операције користе се посебно обучене и опремљене специјалне јединице.[1]
- Противгерилска или противпобуњеничка дејства (енгл. counter-insurgency) усмерена су, у првом реду, против националноослободилачких и револуционарних покрета[1] и, у новије време, терористичких организација.[2]